# Drnjanska pjesmarica
Drnjanska ili Ščrbačićeva pjesmarica jest pjesmarica koju je sastavio Juraj Ščrbačić ili Juraj Ščrbašić 1687. godine. Ubraja se među najstarije i najznačajnije pjesmarice hrvatske kajkavske književnosti. Nekada se čuvala u župnom dvoru, a danas je pohranjena u Nacionalnoj i sveučilišnoj knjižnici u Zagrebu kao posebna vrijednost za proučavanje hrvatske kajkavske kulturne baštine.

## Povijest
Ta je pjesmarica poznata pod nazivom Drnjanska pjesmarica jer je Ščrbačić bio učiteljem u mjestu Drnje (Podravina, danas Koprivničko-križevačka županija). 

## Opis
Glavninu Ščrbačićeva rukopisa čine kajkavske pjesme; među njih su interpolirane i neke pjesme na latinskom jeziku. Ova je pjesmarica najveći i glavni dio Drnjanske pjesmarice. 
Drnjanska pjesmarica sadrži 66 različitih crkvenih i svjetovnih pjesama (brojevi označuju stranice u rukopisu).

### I. Pobožne pjesme
Kyrie zmosni Bose...3
Gloria..., 4
Credo..., 5
Sanctus..., 6
Agnus. Bozy..., 6-7
Ave Maria Zdrava szi Maria Csista..., 7
Pozlan ie angel Gabriel..., 8
Veszeli sze o Nazaret..., 8
O rumena szvetlecza zoria, 9
O vreme prelyubleno..., 9
Profete szu prorokuvali..., 10
Denesz ie naroieno..., 10
Zdravo budi mlado dete..., 11
O lyublena moja bitja..., 11-12
Ta zuezda ta ie izeszla..., 12-13
Narodil sze ie kraly nebezki..., 13
Zimo hodi chlouck..., 14
Iai szinko geslichicza..., 14-15
Szaka dussa ka Iesussa..., 15-17
Jesus Christus szinek Bozy..., 17
Jesus zuelichenye..., 17-18
Szina Boga visniega..., 18
O Bogha Ocza jedino royeni..., 19
Mili Jesus Gozpodine..., Nistar ni lepse zpevati..., 20
Zpomenisze dobro o kerscheni chlovek..., 21
Szmilui sze mene o Bose..., 21-22
Ah Bose szmilui sze..., 22
Za koju Bose urednost..., 23
Stasse mati kruto tusna..., 23-24
Salozna ter tusna mati..., 24-25
Iur turobna i saloszna zima..., 25
Plach te Jesussa sene..., 26-27
Iesus Christus szmosnoga Boga sin..., 27-28
Szueta Gozpa laszi cesse..., 28
O nesztalnoszt szueta..., 28-29
Otecz nas dobri tebe veruiemo..., 29-36
Muka Boga Gospodina..., 37
O vnogi bi poginuli..., O ti Gozpa odichena..., 38-39
O Maria mati Bosia..., 39-40
Ni liubavi nad materium..., 40-41: de Sancta Barbara
Zdrava budi o Deuicza..., 41-42
De vanitate mundi
Zakaj sue tak teche..., 42
Da sancto Xauerio. Zdrau Xauerius..., 42-43
De sancto Spiritu. Hodi k nam Duh szueti..., 43-44
De luventute. O prokleta lepa mladoszt..., 44
Alia contra iuventutem ludicram. Ptichisze lepo zpeuaju..., 45-46
O nebu tuoiu diku..., 46
Glaszoue szu na nabeszeh... O gorucha lyubau Bosya..., 47
Zdravo budi Bosie telo..., 47-48
Ad elevationem corporis: Hualim y dichim..., 48
Ad elevationem calicis: Odkup moj y placha..., 48-49
Maria Mati Bosia..., 51
Bose miloztiuni k tebe zdihauaiuch..., 52-53
Christus je ztal od szmerti..., 66-72
Popiuke od Blasene Deuicze Mariae...

### II. Svjetovne pjesme: 49-50
Cantio de comite Nicolao Zrinio: Iam tubae inclytum decantent..., 53-60
De rebellione comitis Petri Zriny: Gozpoda prezmosna y osztali lyudi..., 62
Lepa moja ptica draga papiga (Comitis Petri Zrinij), 62-63
De vacationibus: Ono sto szem selel..., 64-65
Alia rusticorum: Kad mi szima iur prohodi, 73
(Fragment) Viteski junaczy Chakovachkog turna..., Nesrechni ie on dan..., 74
Sad szem bil nakanil...
Na str. 76-81 notni su primjeri osnovnih pojmova glabene teorije (na kraju je latinska molitva nad bolesnikom), a na str. 83-86.su Koinska vrachtva (počinju: "Ako koin ima mertvu koszt...", a završavaju: "Kada koin kel ima...", ima i primjer "Ako koin ima mehkek herbeth"). 
Na str. 1-2, 75, 82 su brojne zabilješke, probe pera i sl. na str. 2: Cantiones Georgii Scherbachich (Ščrbačić); Dni Georgii Czvetkovich organistae Dörnensis Anno Dni 1755. ; Ad siensis Comendantem nec non ad... Generalatum Varasdinensem Generalem locumt.; Cantiones Michaelis Kozarich organistae Doernyensis Anno 1802; na str. 3 pri dnu je zabilježeno: Datum 31 April, 1687, a gore: Poklonio Stěpan Mlinarić.
Pjesmarica je pisana na papiru: 14,7 x 21 cm, ima 86 stranica (iza str. 72 i 73 otkinut je jedan list, a iza str. 86 su 2 lista) u knjižnom bloku umetnotom u korice od smeđe kože i prošivenom. Pisana je latinskim kurzivom, bilješke su pisale razne ruke, a na strani 82 su tri nevješta crteža (Tarenk=Trenk, Husar sa sabljom u ruci i Pas). 
Tekstovi su upisivani u pravokutni okvir, a paginaciju je provela mlađa ruka. Predlošci mnogih pjesama su stariji od rukopisa, ali su neki nastali i u vrijeme zapisivača. 
Ugledna hrvatska povjesničarka kajkavske književnosti Olga Šojat smatra da je pisar možda bio crkvena osoba, jer zbirka najvećim dijelom sadrži pobožnu poeziju, ali u njoj se nalazi i niz vrlo zanimljivih svjetovnih pjesničkih tekstova. Veći broj duhovnih pjasama koje su unesene u ovu zbirku godine 1701. tiskan je u zborniku "Cithara octochorda", a upisan je, razumije se, i u razne mlađe pjesmarice. 
Kako se u istoj pjesmarici spominju drnjanski učitelji i organisti Juraj Cvetković i Mihael Kozarić, najvjerojatnije je Juraj Ščbašić bio drnjanski učitelj i organist u drnjanskoj župnoj crkvi. Kako je Ščrbašić ispisao oko dvije trećine rukopisa i njegovom je rukom upisan datum 31. travanj 1687. godina (vjerojatno se radi o lapsus calami te bi točan datum trebao biti 30. travnja 1687.) sastavljanje najvećeg dijela Drnjanske pjesmarice se zbilo do tog datuma. 
Oko trećinu rukopisa sastavile su druge ruke. Najvjerojatnije su nadopunitelji ove pjesmarice bili potpisani drnjanski učitelji i organisti Juraj Cvetković (koji je dopune upisao 1755. godine) i Mihael Kozarić (koji je pjesmaricu dopunio 1800. i 1802. godine). 
U Drnjanskoj pjesmarici, imamo najmanje tri vremenska sloja pjesama (tj. tri pjesmarice). Najstariji (i najznačajniji za hrvatsku književnost i kulturnu povijest) je djelo Jurja Ščrbašića iz druge polovice 17. stoljeća (do oko 65. str.), srednji (po starosti) su pjesme koje je nadopisao Juraj Cvetković sredinom 18. stoljeća, a najmlađi su zapisi Mihaela Kozarića s početka 19. stoljeća. 
Prema tome, vrijeme nastanka Drnjanske pjesmarice je od prije 1687. do 1802. godine. Pjesmarica je pretežno služila organistima za pjevanje u drnjanskoj župnoj crkvi (a možda i u kapelama drnjanske župe, te na sprovodima). Mogla je služiti i za poučavanje učenika. Pogleda li se sadržaj pjesama vidi se da su najvećim dijelom pisane na hrvatskom kajkavskom jeziku pa je stoga i crkveno pjevanje u drnjanskoj župi tijekom 17, 18. i početkom 19. stoljeća bilo najviše na kajkavskom.

## Vanjske poveznice
- Pjesmarica Jurja Ščrbačića